# Велибор Чолић
Велибор Чолић (Оџак, 1964) је босанскохерцеговачки књижевник.

## Биографија
Рођен је 13. јуна 1964. године u Оџаку, босанска Посавина, али и детињство и младост проводи у Модричи. Започео студије књижевности у Сарајеву. Крајем 1992. године одлази у избеглиштво у Француску где и сада живи. Поред писања литерарних дела бави се и новинарством. Тренутно је сарадник новине "Dernierès Nouvelles d´Asace" из Стразбура за које пише прилоге о рок и џез музици.

## Књижевни рад
Пре рата у Босни и херцеговини (1992–1995) објављује у многим часописима за тада, младе писце: "OKO" (Загреб), „ЛИЦА“ (Сарајево), „Наши Дани“ (Сарајево), „ПОЉА“ (Нови Сад), "QUORUM" (Загреб), "ПОЛЕТ" (Загреб), као и две књиге: "Мадрид, Гранада или било који други град" (роман, Quorum, Загреб, 1987). i "Одрицање светог Петра" (приче, Quorum, Загреб, 199O). У избеглиштву у Француској, без претходног објављивања на матерњем језику, преведена су му на француски (Преводилац: Миреле Робин) и објављена следећа веома запажена и оригинална дела:
- "Les Bosniaques" (Босанци) (приче), Galilée, Париз 1993., џепна издања исте књиге 1994., 1996. i 2000.;
- "Chronique des oublies" (Хроника заборавњених) (приче), La digitale, Quimperle, 1994. Џепно издање 1996.;
- "La vie fantasmagoriquement breve et étrange d'Amadeo Modigliani" (Сабласно чудан и кратак живот Амадеа Модиљанија) (роман); Le serpent a plumes, Париз, 1995. џепно издање 2005.;
- "Mother Funker" (роман),Le serpent a plumes, Paris, 2001.;
- "Les ténèbres denses de la mémoire" (Густе таме сјећања), La Nuit Myrtide, Lille, 2002.;
- "Perdido" (роман), Le serpent a plumes, Paris, 2005.;

Након пуних 16 година по први пут поново објављује на матерњем језику. Роман под насловом „Код Алберта“ објављен му је у издавачкој кући "LJEVAK" из Загреба, чији је уредник Едо Поповић.
Приче из књиге "Les Bosniaques" адаптиране су за позориште и извођене у "XL Thêàtre" (Purgos) у Бриселу, а роман о Модиљанију је урађен на радију "France Culture" као радио-драма.
Књига "Les Bosniaques" је објављена у целости на италијанском ("I Bosniaci", Zanzibar, Milano 1996) и на турском језику ("Bosnalilar", Yapi Kredi Yauinlari, Istanbul 1997). Одломци из романа и приче из његових књига су превођене и на друге језике. На немачком су објављене његове приче у књижевном часопису "Lettre International" (преводилац Зинке Тос). Најављено је и објављивање романа „Код Алберта“ (Bei Alberto) у преводу Алиде Бремер за 2007. годину.